# Steal My Body Home
«Steal My Body Home» —en español: Roba mi cuerpo a casa— es una canción del músico estadounidense Beck, incluida en su álbum Mellow Gold de 1994.

## Grabación
Esta canción fue grabada mucho tiempo antes de Mellow Gold. Fue en 1992 alrededor del mismo tiempo que Beck conoció a Carl Stephenson y Bong Load records. Según la historia, Tom y Rob de Bong Load descubrieron a Beck (por separado) e inmediatamente le presentan a Stephenson. Algunas sesiones de grabación más tarde, tenían al menos las canciones "Loser" y "Steal My Body Home" terminadas y el primer sencillo con las dos canciones fue lanzado por el sello discográfico independiente Bong Load.

## Contenido
Beck comienza la canción cantando sobre su experiencia en Los Ángeles ("Me puso en un agujero en el suelo/Con el dinero y la ciudad/Y todos corriendo alrededor de las mujeres" y "Los árboles son falsos, el aire está muerto"). Es su casa, después de todo, como se menciona en el título. Después de eso, los versos van en muchas direcciones, tanto como la música. Una canción lenta y extraña en su núcleo, Beck pone tres rumbos muy diferentes entre las secciones principales. El primer es un puente con un violín corto y chirriante, probablemente tocado por la vieja amiga y colaboradora de Beck, Petra Haden (aunque en los créditos solo se le atribuyó su participación en la canción "Blackhole"). Unos versos más adelante, la canción se convierte en un arpegio de guitarra distorsionada relativamente optimista. El outro está conformado por un largo solo de Kazoo y Sitar. La canción se desvanece lentamente antes de que pueda cambiar drásticamente las direcciones.